# عبد الله عباس (لاعب كرة قدم إماراتي)
عبد الله عباس البلوشي (مواليد 1 يناير 2001) لاعب كرة قدم إماراتي يجيد اللعب في الظهير الأيسر مع نادي النصر في الدوري الإماراتي للمحترفين.

## مسيرة اللاعب
بدأ مع نادي النصر و أعير إلى نادي البطائح في عام 2022 لمدة موسم.